# Rombicosidodecaedro paragiroide disminuido
En geometría, el rombicosidodecaedro paragiroide disminuido es uno de los sólidos de Johnson (J77).
Los 92 sólidos de Johnson fueron nombrados y descritos por Norman Johnson en 1966.